# Najade (Schiff, 1937)
Die Najade war ein deutsches Kombischiff, das im Zweiten Weltkrieg von der Kriegsmarine als Netzleger eingesetzt wurde und nach dem Krieg in erneut friedlicher Nutzung 1961 im Marmarameer sank.

## Bau und technische Daten
Das Schiff lief am 11. November 1936 mit der Baunummer 463 bei der Neptunwerft der Deschimag in Rostock vom Stapel, wurde am 19. März 1937 fertiggestellt und wurde am 24. März 1937 von der Dampfschifffahrts-Gesellschaft „Neptun“ in Bremen in Dienst gestellt. Es war 75,10 m lang und 10,57 m breit, hatte 4,31 m Seitenhöhe und 3,93 m Tiefgang und war mit 1246 BRT und 653 NRT vermessen. Zwei Sechs-Zylinder-Viertakt-Dieselmotoren von MAN leisteten 1100 PSe und ermöglichten über zwei Schrauben eine Reisegeschwindigkeit von 12 Knoten. Die Besatzung zählte 18 Mann, und zusätzlich zur Fracht konnten bis zu 10 Passagiere mitgenommen werden.

## Schicksal
Die von der DG Neptun im Ostseeverkehr eingesetzte Najade wurde im April 1940 von der Kriegsmarine requiriert, und am 10. Mai 1940 begann in Aalborg der Umbau des Schiffs zum Netzleger. Am 18. September 1940 wurde das Schiff, als Ersatz für die beiden Netzleichter I und II, als Netzleger IV Najade beim Netzsperrverband I in Dienst gestellt. Bewaffnet war es mit zwei 3,7-cm- und neun 2-cm-Flak. Bei der Umgliederung des Netzsperrverbands kam die Najade 1941 zur Netzsperrgruppe Mitte und 1942 zur Netzsperrflottille Mitte, die jeweils für die Netzblockadearbeiten in der Ostsee und in den dänischen Ostseezugängen und im Verlauf des Deutsch-Sowjetischen Kriegs auch für die Abriegelung des Finnischen Meerbusens mit U-Boot-Netzen verantwortlich waren. In den letzten Kriegsmonaten war das Schiff auch am Unternehmen Hannibal, der Evakuierung deutscher Verwundeter und Flüchtlinge aus Ost- und Westpreußen beteiligt.
Nach Kriegsende wurde die Najade am 15. Mai 1945 in Flensburg von der britischen Royal Navy in Besitz genommen und im Juni 1945 der in dänischen Gewässern operierenden 3. Minenräumdivision des Deutschen Minenräumdiensts zugewiesen.
Nach der Auflösung des Minenräumdiensts Ende Dezember 1947 war das Schiff kurze Zeit bei der Royal Navy eingesetzt, wurde dann jedoch Belgien als Reparationszahlung zugeteilt. Es wurde am 11. Mai 1948 in Kiel an Belgien ausgeliefert und dann der Société Commerciale Antoine Vloeberghs aus Antwerpen zur Bereederung zugewiesen. Diese stellte das Schiff nach dem Rückbau zum Frachtschiff am 30. Oktober 1948 unter dem neuen Namen Irene-Marie in Dienst und kaufte es 1952.
Am 21. Juni 1956 wurde das nun mit 1212 BRT vermessene Schiff an die Seetransport GmbH (bereedert von Ernst Jacob in Flensburg) verkauft, am 15. Juli in Rotterdam auf den neuen Namen Rimberg getauft und am 10. September 1956 mit Heimathafen Hamburg als Erztransporter in Fahrt gebracht. Die Rimberg fuhr mit Schwefelkies, Eisenerz und Kohle. Am 28. September 1960 wurde die Rimberg an die Cretan Shipping Co., Tsourinakis Bros., in Piräus, Griechenland, verkauft, für die sie unter dem Namen Sofia T im Mittelmeer und Schwarzen Meer als Massengutfrachter fuhr. Wenig mehr als ein Jahr später, am 19. Dezember 1961, auf der Fahrt mit einer Ladung Zement von Constanța (Rumänien) nach Tripolis (Libyen), riss sie sich im Marmarameer an einem Unterwasserfelsen bei der Insel Marmara den Schiffsboden auf und sank kurz darauf auf der Position 40° 34′ N, 27° 34′ O.